# Brodaczek miedziany
Brodaczek miedziany (Chalcostigma heteropogon) – gatunek małego ptaka z rodziny kolibrowatych (Trochilidae). Występuje w Andach w północno-zachodniej części Ameryki Południowej, głównie w Kolumbii. W Czerwonej księdze gatunków zagrożonych IUCN klasyfikowany jest jako gatunek najmniejszej troski (LC, ang. Least Concern).

## Systematyka
Gatunek ten po raz pierwszy zgodnie z zasadami nazewnictwa binominalnego opisał francuski ornitolog Auguste Boissonneau w 1840 roku na łamach „Revue Zoologique, par la Société Cuvierienne”. Autor nadał gatunkowi nazwę Ornismya heteropogon, a jako miejsce typowe podał Bogotę w Kolumbii. Nie wyróżnia się podgatunków.

### Etymologia
- Chalcostigma: gr. χαλκος khalkos „brąz, miedź”; στιγμα stigma, στιγματος stigmatos „znak”, od στιζω stizō „tatuować”[11].
- heteropogon:   gr. ἑτερος heteros „różny”, gr. πωγων pōgōn „broda”[12].

## Morfologia
Mały koliber o krótkim i prostym czarnym dziobie. Nogi i stopy szare. Występuje niewielki dymorfizm płciowy. Samiec jest głównie butelkowozielony. Kuper i górna część ogona miedzianoczerwone. Na podgardlu i gardle wąski, wyraźny, szmaragdowozielony opalizujący śliniak. W dolnej części przechodzący w różowe i fioletowe wydłużenie (brodę). Ogon rozwidlony oliwkowozielony. Samica podobna do samca, ale ma bardziej blady śliniak, bez charakterystycznej dla samca "brody". Młode osobniki są podobne do samic, mają mahoniowo-czerwoną czapeczkę. Długość ciała około 13–14 cm, masa ciała 5,9–6,3 g.

## Zasięg występowania
Zasięg występowania (EOO, Extent of Occurrence) według szacunków organizacji BirdLife International obejmuje około 41,2 tys. km². Brodaczek miedziany występuje na wschodnich stokach Andów w Kolumbii od granicy z Wenezuelą do środkowej części departamentu Cundinamarca oraz na niewielkich obszarach zachodniej Wenezueli (Páramo de Tamá). Gatunek ten występuje głównie w zakresie wysokości od 3000 do 3900 m n.p.m., jednak obserwowany był w także na wysokościach 2900 m n.p.m.

## Ekologia i zachowanie
Jego głównym habitatem są strome, skaliste zbocza porośnięte paprociami, krzewami, bromeliami i roślinami z rodzaju Espeletia na półsuchych i wilgotnych formacjach roślinnych paramo oraz na obrzeżach lasów Polylepis i innych lasów karłowatych. Dieta tego gatunku składa się głównie z nektaru kwiatów gatunków Bartisia santolinaefolia, Rubus gachetensis, Castilleja fissifolia, także z rodzajów Brachyotum, Hesperomeles i Gaultheria. Zjada także owady, które podejmuje z kwiatów, gałązek lub liści. Poluje na nie także w locie. Długość pokolenia jest określana na 2,43 roku.

### Rozmnażanie
Nie ma wielu informacji o rozmnażaniu tego gatunku. Okres lęgowy trwa najprawdopodobniej od września do stycznia, być może też w innych miesiącach. Samicę w stanie rozrodczym obserwowano pod koniec lipca. W lęgu zazwyczaj dwa białe jaja, które wysiadywane są tylko przez samicę.

## Status
W Czerwonej księdze gatunków zagrożonych IUCN brodaczek miedziany jest klasyfikowany jako gatunek najmniejszej troski (LC, ang. Least Concern). Liczebność populacji nie jest oszacowana, gatunek ten jest jednak opisywany jako rzadki. Trend liczebności populacji uznawany jest za spadkowy z powodu zmieniających się sposobów i zakresu hodowli i rolnictwa oraz wypaleń, co powoduje zmniejszanie się ich naturalnego habitatu i degradację lasów Polylepis.